# Koto Damai
Koto Damai is een bestuurslaag in het regentschap Kampar van de provincie Riau, Indonesië. Koto Damai telt 1622 inwoners (volkstelling 2010).